# آفتابگردان ۱۹۰۱۹
سیارک ۱۹۰۱۹ (به انگلیسی: 19019 Sunflower، نامگذاری:2000SB) نوزده هزار و نوزدهمین سیارک کشف شده‌است که در ۱۷ سپتامبر ۲۰۰۰ کشف شد.
قدر مطلق سیارک برابر ۱۴٫۵۰ است.